# Magdalena Niemczyk
Magdalena Niemczyk (ur. 25 marca 2003) – polska sprinterka, olimpijka z Paryża 2024.

## Udział w zawodach międzynarodowych
| Impreza                | Rok  | Miejsce | Wynik | Wynik | Wynik   |
| Impreza                | Rok  | Miejsce | 100 m | 200 m | 4x100 m |
| ---------------------- | ---- | ------- | ----- | ----- | ------- |
| Igrzyska olimpijskie   | 2024 | Paryż   | –     | –     | 12      |
| Mistrzostwa świata U20 | 2021 | Nairobi | 24    | –     | 4       |
| Mistrzostwa świata U20 | 2022 | Cali    | –     | 14    | 10      |
| Mistrzostwa Europy U20 | 2021 | Tallinn | 7     | –     | brąz    |
| Mistrzostwa Europy U23 | 2025 | Bergen  | –     | 7     | DQ      |

## Biografia
Pochodzi z Kolbuszowej. Jest zawodniczką UKS Tiki-Taka Kolbuszowa.

## Odznaczenia
- Tytuł „Zasłużony dla Miasta i Gminy Kolbuszowa” (2024)[2]